# Mies Wiener
Marie Seliena (Mies) Wiener (Middelburg, 30 november 1888 – Den Haag, 4 juli 1959) was feminist, leraar  geschiedenis en actief in de vrouwenbeweging.

## Biografie
Wiener was dochter van kleding- en stoffenwinkelier David Wiener (1856-1929) en Betje Goudsmit (1862-1929). Ze werkte vanaf 1914 als leraar geschiedenis, later ook als leraar staatsinrichting. De eerste school waar ze werkte was het Lyceum voor Meisjes te Amsterdam, daarna gaf ze vanaf 1920 les op de gemeentelijke HBS voor Meisjes in Den Haag. In november 1940 werd ze ontslagen, vanwege de Duitse maatregel die alle joodse ambtenaren in Nederland ontsloeg. Van 1941 tot eind 1942 doceerde ze aan het Joodsch Lyceum in Den Haag.
In 1942 had Wiener een plaats bemachtigd op de lijst van de Barneveldgroep, een groep in Nederland verblijvende joden die werd beschermd vanwege hun maatschappelijke betekenis voorafgaand aan de Tweede Wereldoorlog. Toch werd Wiener samen met de anderen van de groep uiteindelijk via Westerbork naar Theresienstadt gedeporteerd. De meesten van hen overleefden de oorlog, Wiener was daar een van.

### In de vrouwenbeweging
In 1894 was in Amsterdam de Vereeniging voor Vrouwenkiesrecht opgericht. Op 17 oktober 1908 trad Aletta Jacobs als spreker op in Middelburg. Na haar presentatie meldden zich 27 nieuwe leden aan bij de al tien bestaande leden en daarmee kon de afdeling Middelburg van de vereniging officieel worden opgericht. Mej. Wiener wordt genoemd in een stukje over de eerste ledenvergadering op 15 november 1908, namelijk dat zij “zeer ijverig was” in propaganda en daarmee met het bestuur door zou gaan, nu geen der aanwezigen zich beschikbaar stelde voor een Propagandaclub.
In 1912, toen ze in Utrecht studeerde voor het MO Geschiedenis examen, was ze betrokken bij de organisatie van de tentoonstelling ‘De Vrouw 1813-1913’. Haar taak voor de organisatie van de tentoonstelling was het bijeenbrengen van materiaal voor de historische afdeling. Ze deed onderzoek naar de leefomstandigheden van vrouwen in 1813. Met dit werk leerde ze Wilhelmina Drucker kennen, die lid was van de Historische Commissie en betrokken was bij de voorbereidingen voor de historische afdeling van de tentoonstelling. Kort daarna werd Wiener lid van de redactie van het Maandblad voor vrouwenstudie, een blad dat was opgericht in april 1913 - vooral door Utrechtse studenten en oud-studenten.
In 1914 verhuisde Wiener naar Amsterdam. In 1916 scheidde ze zich samen met Drucker af van de Vereeniging voor Vrouwenkiesrecht waarna ze samen met een aantal anderen de Neutrale Vereeniging voor Vrouwenkiesrecht heeft opgericht. Vanaf 1920 maakte ze deel uit van het Comité van Actie tegen het Wettelijk Verbod van Fabrieksarbeid voor de Getrouwde Vrouw. In 1924 trad ze toe tot het bestuur van de Nationale Vereeniging voor vrouwenarbeid. Ze was voorstander van, zo blijkt uit haar activiteiten in en rondom de vrouwenbeweging, volledige juridische, maatschappelijke en economische gelijkwaardigheid en gelijkstelling van man en vrouw. 
De Neutrale Vereeniging voor Vrouwenkiesrecht was in 1919, na toekenning van het actief kiesrecht aan vrouwen, opgegaan in de Algemeene Nederlandsche Vrouwen Organisatie. Wiener sloot zich daarna aan bij een kiesrechtvereniging die wel bleef voortbestaan: de Nederlandsche Unie voor Vrouwenbelangen. Ze werd lid van het eerste bestuur in 1920. Tevens stapte ze in deze periode over naar de partijpolitiek: ze werd lid van de Democratische Partij. Voor deze partij stond ze bij de Tweede Kamerverkiezingen als enige vrouw kandidaat, maar de partij haalde de kamer niet. Wiener was redacteur voor het maandblad van de partij, Vrije arbeid, waarvoor ze schreef in de rubriek ‘Vrouwenbelangen – Gemeenschapsbelangen’.  
Tot eind jaren 1930 bleef Wiener actief binnen het bestuur van de Nationale Vereeniging voor Vrouwenarbeid, de laatste jaren als voorzitter. Het is onbekend of ze na de oorlog weer als leraar aan het werk is geweest. Ze bleef tot in de jaren 1950 actief in de Nederlandsche Unie voor Vrouwenbelangen. Op 4 juli 1959 overleed Marie Seliena Wiener op 70-jarige leeftijd in Den Haag. De crematie vond plaats op 8 juli in het crematorium in Velsen.  
1. ↑  Maandblad van de Vereeniging voor Vrouwenkiesrecht, jrg 13, 1908-1909, no 2, 15-12-1908.  Geraadpleegd op Delpher, https://resolver.kb.nl/resolve?urn=MMALET01:000332002:00001